# Liste der Stolpersteine in Freital
Die Liste der Stolpersteine in Freital enthält die Stolpersteine, die im Rahmen des gleichnamigen Kunst-Projekts von Gunter Demnig in Freital verlegt wurden. Mit ihnen soll an Opfer des Nationalsozialismus erinnert werden, die in Freital lebten und wirkten. Die ersten beiden Stolpersteine wurden am 17. Mai 2022 durch den Künstler persönlich in Freital verlegt. Die nächsten vier Stolpersteine folgten am 27. Mai 2024.

## Verlegte Stolpersteine
| Bild | Name                  | Adresse               | Verlegedatum  | Inschrift | Anmerkung   |
| ---- | --------------------- | --------------------- | ------------- | --- | ----------- |
|      | Alois Eckstein        | Dresdner Straße 52⊙   | 17. Mai 2022  | HIER ARBEITETE ALOIS ECKSTEIN JG. 1883 FLUCHT 1938 TSCHECHOSLOWAKEI VERHAFTET 28.11.1938 BUCHENWALD 1940 PALÄSTINA INTERNIERT MAURITIUS ENTLASSEN 21.2.1945                       |             |
|      | Ida Eckstein          | Dresdner Straße 52⊙   | 17. Mai 2022  | HIER ARBEITETE IDA ECKSTEIN GEB. KOHN JG. 1893 FLUCHT 1938 TSCHECHOSLOWAKEI VERHAFTET 28.11.1938 BUCHENWALD 1940 PALÄSTINA INTERNIERT MAURITIUS ENTLASSEN 21.2.1945               |             |
|      | Elisabeth Schlochauer | Dresdner Straße 40⊙   | 27. Mai 2024  | HIER WOHNTE ELISABETH SCHLOCHAUER JG. 1921 FLUCHT 1933 PALÄSTINA |             |
|      | Gustav Schlochauer    | Dresdner Straße 40⊙   | 27. Mai 2024  | HIER WOHNTE UND PRAKTIZIERTE DR. GUSTAV SCHLOCHAUER JG. 1889 FLUCHT 1933 PALÄSTINA                                                                                                |             |
|      | Karl Schlochauer      | Dresdner Straße 40⊙   | 27. Mai 2024  | HIER WOHNTE KARL SCHLOCHAUER JG. 1918 FLUCHT 1933 PALÄSTINA |             |
|      | Marianne Schlochauer  | Dresdner Straße 40⊙   | 27. Mai 2024  | HIER WOHNTE UND ARBEITETE MARIANNE SCHLOCHAUER GEB. BERLIN JG. 1892 FLUCHT 1933 PALÄSTINA                                                                                         |             |
|      | Martin Max Weinhold   | Freitaler Straße 5b ⊙ | 18. März 2024 | HIER WOHNTE MARTIN MAX WEINHOLD JG. 1909 ZEUGE JEHOVAS VERHAFTET 11.10.1935 KZ SACHSENBURG ENTLASSEN 22.5.1936 TODESURTEIL 23.3.1943 HINGERICHTET 28.4.1943 ZUCHTHAUS BRANDENBURG | [ 3 ] [ 4 ] |